# Puchar Cypru w piłce siatkowej mężczyzn (2024/2025)
Puchar Cypru kategorii A w piłce siatkowej mężczyzn 2024/2025 (oficjalnie Puchar OPAP im. Andreasa Stawru kategorii A mężczyzn 2024/2025, gr. Κύπελλο ΟΠΑΠ «Ανδρέας Σταύρου» Α΄Κατηγορίας ανδρών 2024/2025) – 51. edycja rozgrywek o siatkarski Puchar Cypru, zorganizowana przez Cypryjski Związek Piłki Siatkowej (gr. Κυπριακή Ομοσπονδία Πετοσφαίρισης, ΚΟΠΕ). Rozpoczęła się 14 lutego 2025 roku.
W Pucharze Cypru uczestniczyło 7 drużyn grających w mistrzostwach Cypru kategorii A. Rozgrywki składały się z ćwierćfinałów, półfinałów oraz finału. We wszystkich rundach obowiązywał system pucharowy. W ćwierćfinałach i półfinałach drużyny w parach rozgrywały dwumecz.
Finał odbył się 26 marca 2025 roku w Centrum Sportowym Temistoklio w miejscowości Kato Polemidia. Po raz piąty Puchar Cypru zdobył zespół Kuutio Homes Pafiakos Pafos, który w finale pokonał drużynę Anorthosis Famagusta. Najlepszym zawodnikiem (MVP) finału został wybrany Marios Strukarewits.
Sponsorem tytularnym rozgrywek było przedsiębiorstwo OPAP. Rozgrywki poświęcone były pamięci Andreasa Stawru – honorowego prezesa Cypryjskiego Związku Piłki Siatkowej, który zmarł w styczniu 2025 roku.

## System rozgrywek
Puchar Cypru w sezonie 2024/2025 składał się z ćwierćfinałów, półfinałów i finału. Nie rozgrywano meczu o 3. miejsce. We wszystkich rundach obowiązywał system pucharowy.
Przed ćwierćfinałami i półfinałami przeprowadzono losowanie wyłaniające pary. Losowanie ćwierćfinałów odbyło się 31 stycznia, natomiast półfinałów – 25 lutego.
W ćwierćfinałach i półfinałach zespoły w parach rywalizowały w formule dwumeczu. Za zwycięstwo 3:0 lub 3:1 drużyna otrzymywała 3 punkty, za zwycięstwo 3:2 – 2 punkty, za porażkę 2:3 – 1 punkt, natomiast za porażkę 1:3 lub 0:3 – 0 punktów. Jeżeli po rozegraniu dwumeczu obie drużyny zdobyły taką samą liczbę punktów, o awansie decydował tzw. złoty set do 15 punktów z konieczną przewagą dwóch punktów jednej z drużyn. Zwycięzcy półfinałów rozegrali mecz finałowy o Puchar Cypru. Finał odbył się w miejscu wyznaczonym przez Zarząd Cypryjskiego Związku Piłki Siatkowej.

## Drużyny uczestniczące
W Pucharze Cypru kategorii A uczestniczyły wszystkie drużyny grające w sezonie 2024/2025 w mistrzostwach Cypru kategorii A.
| Mistrzostwa Cypru kategorii A (7 drużyn) | Mistrzostwa Cypru kategorii A (7 drużyn) |
| ---------------------------------------- | ---------------------------------------- |
| AE Karawa Lambusa                        | ćwierćfinał                              |
| Anagennisi Derinia                       | ćwierćfinał                              |
| Anorthosis Famagusta                     | finał                                    |
| APOEL                                    | półfinał                                 |
| Kuutio Homes Pafiakos Pafos              | zwycięstwo                               |
| Nea Salamina Famagusta                   | ćwierćfinał                              |
| Omonia Nikozja                           | półfinał                                 |

## Rozgrywki
Godziny według strefy czasowej UTC+2.

### Ćwierćfinały
| 14 lutego 2025 20:00 Źródło: | Anagennisi Derinia | 2:3 (20:25, 22:25, 25:10, 25:23, 12:15) | APOEL | Hala Anagennisi, Derinia Widzów: 70 Sędzia: Dimitris Kukunis i Konstandinos Stefanis |

| 21 lutego 2025 20:00 Źródło: | APOEL | 3:1 (30:28, 17:25, 25:23, 25:18) | Anagennisi Derinia | Hala Lefkoteo, Engomi Widzów: 50 Sędzia: Isaak Fluris i Konstandinos Stefanis |

| Wynik dwumeczu | APOEL | 5:1 | Anagennisi Derinia |  |

| 14 lutego 2025 20:00 Źródło: | Anorthosis Famagusta | 3:2 (25:18, 14:25, 22:25, 25:22, 15:11) | AE Karawa Lambusa | Centrum Temistoklio, Kato Polemidia Widzów: 60 Sędzia: Isaak Fluris i Nikos Andoniu |

| 22 lutego 2025 20:00 Źródło: | AE Karawa Lambusa | 3:2 (23:25, 25:23, 25:16, 23:25, 15:13) | Anorthosis Famagusta | Lykeio Polemidion, Kato Polemidia Widzów: 55 Sędzia: Andreas Daniil i Andreas Konstandinidis |

| Wynik dwumeczu | AE Karawa Lambusa | 3:3, złoty set: 13:15 | Anorthosis Famagusta |  |

| 15 lutego 2025 20:00 Źródło: | Nea Salamina Famagusta | 0:3 (16:25, 24:26, 18:25) | Kuutio Homes Pafiakos Pafos | Gimnazjum Ajos Atanasios, Ajos Atanasios Widzów: 160 Sędzia: Andreas Daniil i Christos Maifosiis |

| 21 lutego 2025 20:00 Źródło: | Kuutio Homes Pafiakos Pafos | 1:3 (22:25, 25:23, 20:25, 24:26) | Nea Salamina Famagusta | Centrum Afroditi, Pafos Widzów: 103 Sędzia: Dimitris Kukunis i Joanis Mitsis |

| Wynik dwumeczu | Kuutio Homes Pafiakos Pafos | 3:3, złoty set: 15:9 | Nea Salamina Famagusta |  |

### Półfinały
| 7 marca 2025 20:00 Źródło: | Kuutio Homes Pafiakos Pafos | 3:0 (25:22, 26:24, 29:27) | Omonia Nikozja | Centrum Afroditi, Pafos Widzów: 200 Sędzia: Isaak Fluris i Dimitris Kukunis |

| 14 marca 2025 20:00 Źródło: | Omonia Nikozja | 3:2 (22:25, 25:20, 23:25, 26:24, 15:7) | Kuutio Homes Pafiakos Pafos | Hala Elefteria, Engomi Widzów: 230 Sędzia: Christos Maifosiis i Andreas Daniil |

| Wynik dwumeczu | Omonia Nikozja | 2:4 | Kuutio Homes Pafiakos Pafos |  |

| 7 marca 2025 20:00 Źródło: | Anorthosis Famagusta | 3:0 (25:12, 25:16, 25:13) | APOEL | Centrum Temistoklio, Kato Polemidia Widzów: 260 Sędzia: Andreas Daniil i Joanis Mitsis |

| 19 marca 2025 20:00 Źródło: | APOEL | 1:3 (20:25, 22:25, 25:17, 24:26) | Anorthosis Famagusta | Hala Lefkoteo, Engomi Widzów: 51 Sędzia: Joanis Mitsis i Konstandinos Stefanis |

| Wynik dwumeczu | APOEL | 0:6 | Anorthosis Famagusta |  |

### Finał
| 26 marca 2025 20:00 Źródło: | Kuutio Homes Pafiakos Pafos | 3:1 (25:15, 18:25, 25:22, 25:18) | Anorthosis Famagusta | Centrum Temistoklio, Kato Polemidia Sędzia: Andreas Daniil i Dimitris Kukunis MVP: Marios Strukarewits |